# Урюм (Забайкальский край)
Урюм — посёлок железнодорожной станции в Чернышевском районе Забайкальского края России. Административный центр сельского поселения «Урюмское».

## География
Посёлок находится в северо-восточной части района, при Транссибирской магистрали, на берегах реки Белый Урюм, на расстоянии примерно 99 километров (по прямой) к северо-востоку от посёлка городского типа Чернышевск. Абсолютная высота — 522 метра над уровнем моря.
Климат
Климат характеризуется как резко континентальный, с продолжительной холодной зимой и коротким тёплым летом. Среднегодовая температура воздуха составляет −2 °С. Средняя многолетняя температура самого холодного месяца (января) составляет −25,7 °С, температура самого тёплого (июля) — 18 °С. Среднегодовое количество осадков — 300—350 мм.
Часовой пояс
Посёлок Урюм находится в часовой зоне МСК+6. Смещение применяемого времени относительно UTC составляет +9:00.

## История
Основан в 1908 году при строительстве железнодорожной станции. В 1960-х годах был создан Урюмский леспромхоз.

## Население
| 2010 | 2021 |
| ---- | ---- |
| 557  | ↘513 |

Половой состав
По данным Всероссийской переписи населения 2010 года в гендерной структуре населения мужчины составляли 48,3 %, женщины — соответственно 51,7 %.
Национальный состав
Согласно результатам переписи 2002 года, в национальной структуре населения русские составляли 97 % из 575 чел.

## Инфраструктура
Функционируют средняя школа, детский сад, клуб, библиотека, фельдшерско-акушерский пункт и отделение Почты России.